# Савицький Федір Савелійович
Федір Савелійович Савицький (1916, село Покошичі Чернігівської губернії, тепер Понорницької селищної громади Новгород-Сіверського району Чернігівської області — січень 1980, місто Київ) — український радянський діяч у галузі поліграфічної промисловості, заслужений працівник культури Української РСР.

## Життєпис
Народився в селянській родині. З 1931 року працював вчителем.
Член ВКП(б) з 1940 року.
Учасник німецько-радянської війни.
У 1946—1948 роках — в апараті ЦК КП(б)У в Києві.
У 1948—1950 роках — директор друкарні видавництва «Радянська Україна».
У березні 1950 — квітні 1953 року — заступник начальника Управління у справах поліграфічної промисловості, видавництв і книжкової торгівлі при Раді міністрів Української РСР.
У квітні 1953 — січні 1964 року — начальник Головного управління видавництв і поліграфічної промисловості Міністерства культури УРСР; директор Київського філіалу Всесоюзного науково-дослідного інституту поліграфічної промисловості.
У січні 1964 — 1972 року — заступник голови Комітету по пресі при Раді міністрів УРСР.
У 1972—1978 роках — заступник голови Державного комітету Ради міністрів УРСР у справах видавництв, поліграфії і книжкової торгівлі.
Тривалий час очолював науково-технічне товариство поліграфії, обирався членом президії республіканського комітету профспілки працівників культури.
З 1978 року — персональний пенсіонер союзного значення.
У 1978—1980 роках — доцент Київського вечірнього факультету Українського поліграфічного інституту імені Івана Федорова.
Помер наприкінці січня 1980 року після важкої хвороби в Києві.

## Нагороди
- орден Трудового Червоного Прапора
- орден «Знак Пошани»
- медалі
- Заслужений працівник культури Української РСР